# Briarcliff (Arkansas)
Briarcliff est une municipalité du comté de Baxter, dans l'État de l'Arkansas aux États-Unis.

## Démographie
| 2000 | 2010 | - | - |
| ---- | ---- | - | - |
| 240  | 236  | - | - |